# Мейбл Віссе-Сміт
Мейбл Мартін Віссе-Сміт (11 серпня 1968) — нідерландська економістка і політологиня, вдова принца Фрізо ван Оранж-Нассау ван Амсберга.  

## Біографія
Мейбл Віссе-Сміт — старша донька Хендріка Корнеліса (Хенка) Лоса (1944–1978) та Флоренс Мальде Гійсбердіни Куман (1944). Коли Віссе-Сміт було дев'ять років, її батько помер. Мати вдруге вийшла заміж за банкіра Пітера Віссе Сміта.
Дівчинка закінчила муніципальну гімназію, потім вивчала економіку та політологію в Амстердамському університеті. Стажувалась в Організації Об'єднаних Націй, Shell, Міністерстві закордонних справ і ABN AMRO і закінчила навчання з відзнакою. Після навчання влаштувалася на роботу в ООН у Нью-Йорку. Під час навчання Віссе Сміт виявляла інтерес до прав людини.  

## Кар'єра
З 1994 по 1997 рік Мейбл Мартін Віссе-Сміт працювала у фонді Європейська рада дій за мир на Балканах. У 1997 році Віссе-Сміт стала директором Інституту відкритого суспільства в Брюсселі, очолила мережу фонду американського філантропа Джорджа Сороса, який сприяє просуванню демократії.  
Швейцарський Всесвітній економічний форум включив її до сотні «глобальних лідерів завтрашнього дня».  
З липня 2008 року по травень 2012 року Мейбл була директоркою клубу «мудреців», заснованого у 2007 році Нельсоном Манделою. До товариства входили Десмонд Туту, Кофі Аннан, Джиммі Картер, Мухаммед Юнус і Аун Сан Су Чжі. 
30 травня 2015 року вона виступила під час щорічної амстердамської вечері в пам'ять про Джоепа Ланге та його партнерку, які загинули під час катастрофи рейсу 17 Malaysia Airlines.

## Весілля

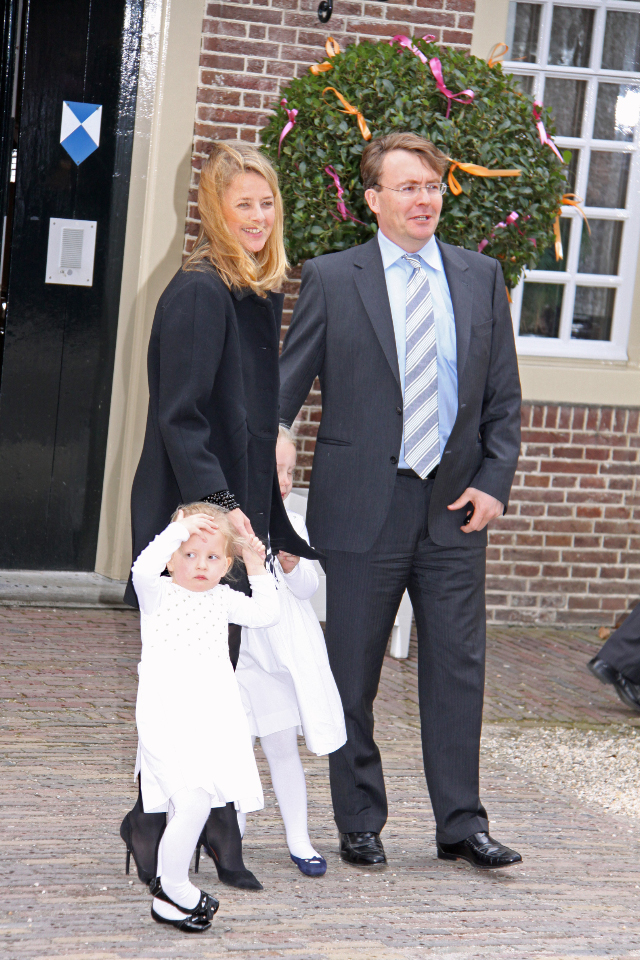
Фрізо та родина
28 березня 2010 року

На похованні принца Клауса 15 жовтня 2002 року в Нью-Керк у Делфті поруч із принцом Фрізо була присутня Віссе-Сміт.
Про її заручини з принцом Фрізо було оголошено 30 червня 2003 року. Весілля відбулося 24 квітня 2004 року в Делфті. Його відзначали тверезо у зв'язку зі смертю бабусі Фрізо, принцеси Юліани, місяцем раніше, 20 березня.   

## Сім'я
У Мейбл і Фрізо є дві дочки:
- Графиня Емма Луана Нінетт Софі (Луана) ван Ораньє-Нассау ван Амсберг (26 березня 2005 р.)
- Графиня Джоанна Зарія Ніколін Мілоу (Зарія) з Оранж-Нассау ван Амсберг (18 червня 2006)

Так, як Мейбл і Фрізо одружилися без згоди Генеральних штатів, їхні діти не мають права спадкувати трон. Віссе Сміт працювала в Європейській раді дій за мир на Балканах, часто їздила до Брюсселя, Гааги, Відня, Белграда, Будапешта та обложеного Сараєва, щоб відстоювати територіальну цілісність Боснії. Вона була одна з небагатьох, хто міг впливати на політику голландського уряду.  
Віссе-Сміт розкритикувала підхід до Сербії з боку Ради Європи та Європейського Союзу. Віссе Сміт і Кандіч назвали травень того року поганим місяцем для прав людини в Європі. Вони нагадали, що Міжнародний суд постановив, що Сербія не змогла запобігти різанині в Сребрениці 1995 року. 
Віссе-Сміт вважає, що ЗМІ можуть загрожувати демократії. Про це вона заявила  5 травня 2006 року «Я займалась цим професійно майже п'ятнадцять років». Преса сприйняла лекцію з деяким скептицизмом, враховуючи стосунки зі ЗМІ. 
Після того, як у червні 2003 року було оголошено про її заручини з принцом (Йоханом) Фрізо, стало відомо, що Віссе Сміт дружила з наркобароном Клаасом Бруїнсмою в період 1989–1990 років. Йшлося про любовну пригоду.  
Оскільки про дружбу студентки з Бруїнсмою не було публікацій, а в архівах не було документів, AIVD не знайшло заперечень проти присутності Мейбл поруч із королевою.
2 жовтня 2003 року кримінальний журналіст Пітер Р. де Фріс показав інтерв'ю з  колишнім охоронцем Брюїнсми у своїй телевізійній програмі.  Друзі Віссе Сміта, а також люди з району Бруїнсми та ще один колишній охоронець, а також колишня дружина Бруінсми підтримали твердження Віссе Сміта.  

#### Урядова позиція
10 жовтня 2003 року прем'єр-міністр Ян Петер Балкененде оголосив, що уряд не подаватиме закон про згоду на запланований шлюб до Генеральних штатів. Цей закон про згоду був необхідний для збереження права Фрізо на престолонаслідування. Це був унікальний результат для голландської монархії: ніколи раніше уряд не відкликав запит на подання закону про згоду. Тепер принцу Фрізо довелося вибирати між майбутньою дружиною і правом на престол. Він вибрав шлюб.  
Віссе-Сміт заявила прем'єр-міністру, що  зустрічалася з Бруїнсмою один раз під час занять плаванням. Пізніше вона зізналася прем'єр-міністру, що контакти з Бруїнсмою тривали довше та були більш інтенсивними. Однак вона все одно заперечувала, що у неї був роман. У листі принца Фрізо до прем'єр-міністра від 9 жовтня 2003 року пара визнала, що була «наївною та необ'єктивною», і просила вибачення за це перед королевою, прем'єр-міністром та урядом. Крім того, вони підкреслили, що це правда, що між Брюінсмою та Віссе-Сміт не було ні ділових контактів, ні кохання.

### Мухаммед Сачірбей
У 1993 році Віссе Сміт мала стосунки з послом Боснії та Герцеговини в ООН. Відповідно до звіту NIOD про падіння Сребрениці, Сачірбей і Віссе-Сміт були визначені офіційними особами, які мали вплив на голландську політику щодо Балкан. 
Наприкінці серпня 2007 року Віссе Сміт потрапила в поле зору громадськості.  

## Фантастика, натхненна Мейбл Віссе-Сміт
- У художньому фільмі «Круто!» з 2004 року Тео ван Гога, головну героїню звуть Мейбл. Цю дівчину з гарного походження, якій цікаво бувати в гангстерських колах, зіграла Катя Шурман.
- У 2007 році режисер Пітер де Баан зняв фільм «Принц і дівчина» за оригінальним сценарієм Гера Беукенкампа. Фільм розповідає про підготовку до весілля Віссе-Сміт із принцом Фрізо.

## Нагороди
- Інавгураційна медаль 2013 (Нідерланди)
- Великий хрест ордена Помаранчевого дому [8]